# Méotide

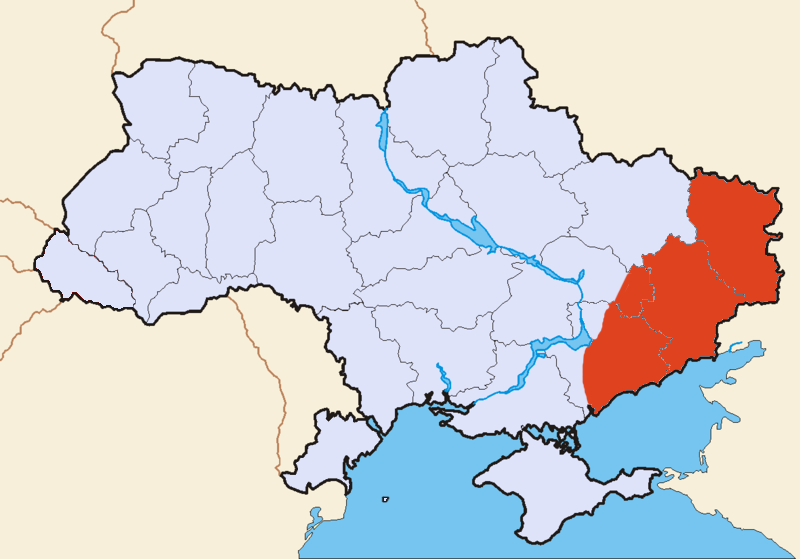
L'ancienne Méotide dans l'Ukraine actuelle.

La Méotide (Меотида / Meotyda en ukrainien ; Майетида / Maïetida en russe ; Μαιώτιδα / Maiṓtida en grec) est une ancienne dénomination géohistorique de l’Empire russe, pour une région aujourd’hui répartie entre la steppe ukrainienne au nord de la mer d'Azov (appelée « golfe Méotide » par les anciens Grecs) et la Russie. La capitale économique en était Marioupol, sur son littoral. La Méotide (ou Priazovie) correspond approximativement aux oblasts ukrainiens contemporains de Dnipropetrovsk, Zaporijjia (partie est), Donetsk et Louhansk.

## Histoire
Dans l'Antiquité, la Méotide a été l'habitat des Scythes,, mais dès 600 avant notre ère, les Grecs  ont colonisé les rivages de la mer d'Azov, fondant les colonies de Phanagoria et de Tanaïs. L'hellénisation des Scythes donne naissance au royaume du Bosphore (ce Bosphore cimmérien était l'actuel détroit de Kertch, tandis que l'actuel Bosphore, au sud-ouest de la mer Noire, s'appelait Bosphore thrace ; bosphore signifiant en grec « passage des bovins » (que la mythologie associe à Io, amante de Zeus changée en vache, harcelée par les taons envoyés sur elle par Héra).
Après les Scythes et les Grecs, de nombreux peuples migrateurs s'établirent de manière éphémère en Méotide : Huns, Sarmates, Cercètes, Bulgares, Khazars, Alains, Russiens, Petchénègues, Polovtses, Tatars… Au XVIe siècle, les Tatars du khanat de Crimée, maîtres de la région, passèrent sous la suzeraineté de l'Empire ottoman, qui recula progressivement devant l'expansion de l'Empire russe (concrétisée par l'établissement de Cosaques) entre 1654 et 1783.
La Méotide fut alors divisée entre le sud du gouvernement d'Iekaterinoslav et le sud-ouest de la province du Don dont l'administration fut confiée à des gouverneurs nommés au début par Catherine II (de 1764 à 1796) et par l'empereur Paul Ier (de 1796 à 1802). Une colonisation du territoire fut alors organisée par le prince Grigori Potemkine : aux Cosaques vinrent s'ajouter des paysans russes et ukrainiens en nombre, mais aussi des Grecs de la mer Noire, des Bulgares (surtout autour de Marioupol), des Allemands et des Juifs venus de Pologne et d'Allemagne (qui formèrent des shtetls, colonies agricoles décrites par exemple dans la fiction Un violon sur le toit).

### Recensement de 1862[3]
| Gouvernement   | Population | Russes, % | Ukrainiens, % | Juifs, % | Allemands, % | Grecs, % | Tatars, % | Moldaves, % | Bulgares, % |
| -------------- | ---------- | --------- | ------------- | -------- | ------------ | -------- | --------- | ----------- | ----------- |
| Iekaterinoslav | 1 800 000  | 16,1      | 68,2          | 4,7      | 3,8          | 2,3      | 0,8       | 0,9         | 0,8         |

La Méotide fut ravagée durant vingt-huit ans par la Première Guerre mondiale, la guerre civile russe, la famine soviétique de 1921-1922, la collectivisation, la famine Holodomor, la Seconde Guerre mondiale, la Shoah et des déportations : sa population diminua et, en 1948, certains groupes ethniques avaient presque disparu (Juifs, Allemands, Grecs et Roms). Après 1946, la croissance démographique reprit peu à peu et en 1953 dépassa celle du reste de l'URSS car la région reçut de nombreux immigrants venus de toutes les régions de l'URSS, employés par le développement industriel du bassin houillier dont la dénomination soviétique : le mot-valise Donbass pour « bassin du Don », s'est substituée à celle, jugée savante et surannée, de « Méotide ».

## Sources
- P. Patrikatz et N. Topalova, (ru), Эллада Донбасса и Приазовья « L'Hellade du Donbass et de la Priazovie », éd. Нюанс (« Nuance »), Taganrog 2001 .
- Emmanuel de Waresquiel, Le duc de Richelieu, Perrin, Paris 2009.